# Чарльз Урбан
Чарльз Урбан (англ. Charles Urban; 14 квітня 1867 — 29 серпня 1942) — американський кіноактор, сценарист, і режисер.

## Фільмографія

### Продюсер
1. Пірати повітря (1923) Pirates of the Air — короткометражка
2. Britain Prepared (1915)
3. A Country Holiday (1912) — короткометражка
4. With Our King and Queen Through India (1912)
5. The Aerial Anarchists (1911) — короткометражка
6. The Aerial Submarine (1910) — короткометражка
7. The Electric Servant (1909) — короткометражка
8. The Airship Destroyer (1909) — короткометражка
9. Буря (1905) The Tempest — короткометражка

### Режисер
1. Britain Prepared (1915)
2. Marie Lloyd's Little Joke (1909) — короткометражка
3. Puck's Pranks on a Suburbanite (1906) — короткометражка
4. Буря (1905) The Tempest — короткометражка
5. Tunny Fishing in Tunisia (1905) — короткометражка
6. Deer Hunt in the South of France (1903) — короткометражка
7. Коронація Едуарда VII (1902) The Coronation of Edward VII — короткометражка

### Монтажер
1. Битва на Соммі (1916) The Battle of the Somme
2. Буря (1905) The Tempest — короткометражка

### Оператор
1. The Atlantic Voyage (1907) — короткометражка